# Cerkiew Narodzenia Matki Bożej w Ieud
Cerkiew Narodzenia Matki Bożej – drewniana cerkiew położona w Ieud, w okręgu Marmarosz w Transylwanii, wybudowana w 1717. Jednonawowa, z pronaosem, apsydą i jedną wieżą. Jej wnętrze jest bogato zdobione przez malowidła ścienne i ikony. Jedna z ośmiu cerkwi leżących w tym okręgu, które zostały wpisane na listę światowego dziedzictwa UNESCO.

## Opis

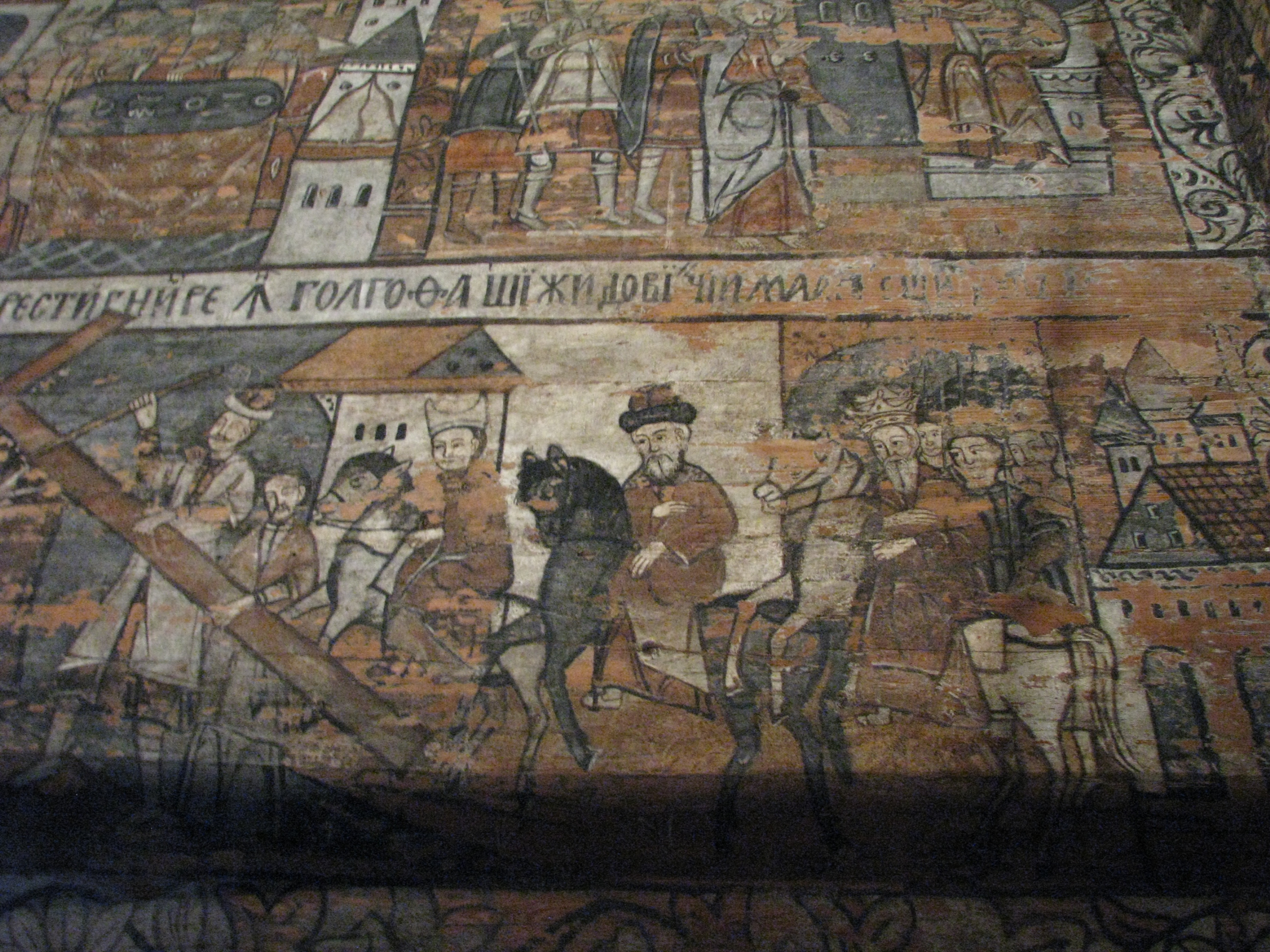
Malowidła we wnętrzu cerkwi Narodzenia Matki Bożej w Ieud

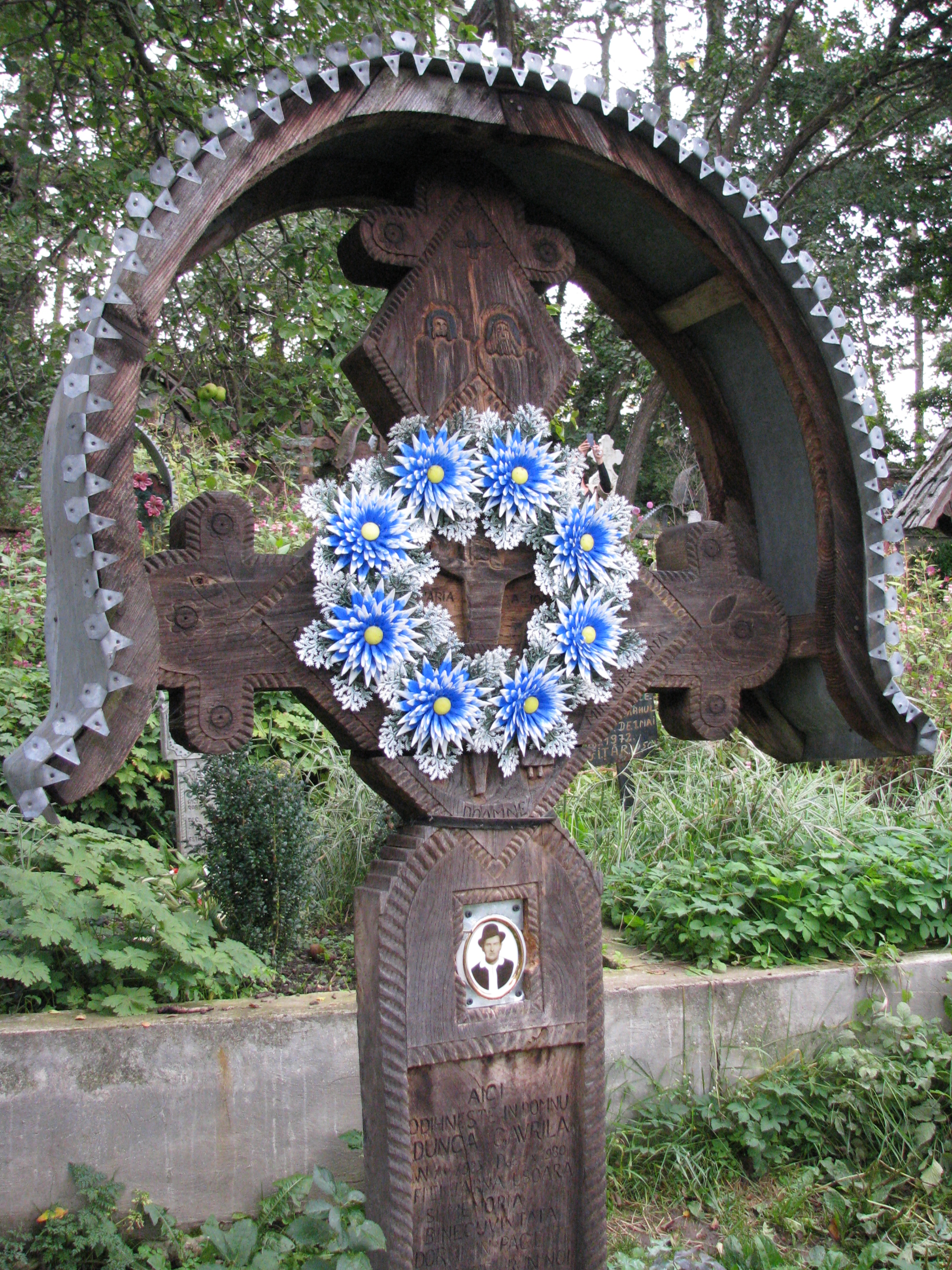
Ozdobny krzyż na cmentarzu przy cerkwi

Cerkiew stoi na niewielkim wzgórzu, przylega do niej cmentarz. Po przeciwnej stronie rzeki, w dolinie, znajduje się druga, większa cerkiew Ieud Ses. 
Cerkiew wzniesiono z drewna sosnowego (wieża z drewna jesionowego), na podmurówce kamiennej. Budynek składa się z przedsionka, nawy i apsydy, ołtarz znajdował się za ikonostasem. Świątynia przykryta jest dachem dwuspadowym, poniżej którego znajduje się jeszcze dach pulpitowy. Nad przedsionkiem wznosi się kwadratowa wieża, z kwadratowym balkonem oraz wysokim, stożkowym dachem wieżowym. Dach ten podparty jest na ośmiu kolumnach, zamkniętych łukami. Wejście do cerkwi znajduje się po zachodniej stronie, odrzwia wykonano z bardzo grubych belek. W przedsionku są cztery pięciokątne okna, w nawie – 12 mniejszych.
Wnętrze świątyni jest bogato zdobione malowidłami. Malowidła wykonane są na tkaninie gruntowanej wodą wapienną i przymocowanej do drewnianych desek. Znajdują się na wszystkich ścianach cerkwi. Tematyka malowideł jest bogata i zróżnicowana, sąsiadujące malowidła tematycznie łączą się ze sobą. Przedstawiają sceny biblijne, m.in. sceny z Sądu Ostatecznego, Trójcę Świętą, sceny ze Starego i Nowego Testamentu, świętych i patriarchów prawosławnych. Na malowidłach znajdują się napisy cyrylicą w języku rumuńskim. Autorem malowideł jest Alexandru Ponehalski, sławny twórca ikon, prekursor lokalnej szkoły pisania ikon. Malowidła powstały w 1782. W cerkwi znajdują się również ikony malowane na szkle, pochodzące z innych rejonów Transylwanii (m.in. z miejscowości Nicula). W attyce świątyni znaleziono dokument (Kodeks z Ieud), datowany na rok 1391, który jest uważany za najstarszy dokument spisany w języku rumuńskim.

## Historia
Obecna świątynia została wybudowana w 1717. Zastąpiła wcześniejszy budynek, istniejący w XIV w., a zniszczony przez Tatarów podczas najazdu w XVII w.. 
W 1999 wraz z 8 innymi cerkwiami Maramureș została wpisana na listę światowego dziedzictwa UNESCO pod numerem 904. Wpisana na listę zabytków przez Ministerstwo Kultury i Religii Rumunii (nr. MM-II-m-A-04588).